# Phonos
Phonos, fundat el 1974 per Josep Maria Mestres Quadreny, Andrés Lewin-Richter i Lluís Callejo i Creus, fou el primer laboratori de música electroacústica català. Es tracta d'un espai d'experimentació que, sota la carismàtica direcció del músic d'origen xilè Gabriel Brncic, esdevindria un punt de transferència generacional i catalitzador de les inquietuds de músics que s'hi aproparen des dels conservatoris (com Mercè Capdevila, Alberto Iglesias, Eduardo Polonio, Anna Bofill) o el jazz i des de les dissidències postlaietanes.
El Colectivo de Improvisación Libre fou un projecte musical creat el 1980 a Phonos per Claudio Zulián i Joan Josep Ordinas, per on circularen músics adscrits a totes aquestes tendències. Aquest brou de cultiu donà com a resultat nous projectes col·lectius, com Naïf, El Cuarteto Albano o Multimúsica. Phonos esdevindgué una fundació el 1984 i es vinculà, a continuació, a la Fundació Miró. Posteriorment, s'instal·là a la Universitat Pompeu Fabra, des d'on brindà accés acadèmic a aquestes músiques i formà noves generacions d'experimentadors. Mentrestant, la sala Metrònom, iniciativa privada de Rafael Tous, s'obria periòdicament a l'experimentació sonora vinculada a l'art contemporani (fins al 2006); posteriorment, l'escena més radical es refugià en clubs de barri, com L'Orquídea.